# Cesanese di Affile frizzante
Il Cesanese di Affile frizzante naturale o Affile frizzante naturale è un vino che nel passato (fino al 2011), ha usufruito della menzione DOC. Come tale veniva prodotto nei comuni di Affile, Roiate e Arcinazzo Romano in provincia di Roma. Dopo il 2011 le eventuali ulteriori produzioni non potranno più fregiarsi di tale riconoscimento..

## Vitigni con cui era consentito produrlo
- Cesanese d'Affile e/o Cesanese comune minimo 90%
- Sangiovese, Montepulciano, Barbera, Trebbiano toscano (Passerana), Bombino bianco (Ottonese), fino ad un massimo complessivo del 10%.

## Tecniche di produzione
Vietata ogni pratica di forzatura.

## Storia
Il precedente disciplinare approvato con decreto del 29/05/1973, pubblicato sulla gazzetta ufficiale n. 225 del 31/08/1973, prevedeva:
- resa in uva = 125 q/ha
- resa in vino = 65,0%
- titolo alcolometrico naturale dell'uva = 11,5%
- titolo alcolometrico totale del vino = 12,0%
- estratto secco = 22,0‰
- vitigni consentiti: 
  - Cesanese comune 0,0% – 100,0%
  - Cesanese d'Affile 0,0% – 100,0%
- Zona di produzione: comuni di Piglio, Serrone, Paliano, Anagni, Acuto, Olevano Romano, Affile.
- Caratteristiche organolettiche:
- colore: rosso rubino tendente al granato con l'invecchiamento.
- odore: delicato, caratteristico del vitigno di base.
- sapore: morbido, leggermente amarognolo.

## Produzione
Provincia, stagione, volume in ettolitri